# Inercialna navigacija
Inercialna navigacija temelji na merjenju pospeškov v vseh treh smereh (x, y, z) in kotov zasuka okrog vzdolžne, prečne in navpične osi. Ta vrsta navigacije je neodvisna od zunanjih virov, zato se uporablja predvsem v letalstvu in vesoljskih plovilih.

## Načelo delovanja
Vsak sistem inercialne navigacije vsebuje tri merilnike pospeška in tri giroskopske vrtavke. Ti elementi so bili sprva mehanski, danes pa so že narejeni v polprevodniški tehnologiji, ki poleg majhne dimenzije prinaša tudi nizko porabo električne energije. Na podlagi merjenja pospeška se z zaporedno integracijo da izračunati hitrost in pot v določeni osi, s pomočjo nagiba giroskopskih vrtavk pa kot nagiba v posamezni osi. Seveda je predpogoj za uporabo inercialne navigacije predhodno kalibriranje sistema inercialne navigacije, katerega namen je orientacija sistema v določeni smeri.
Sistem je kot tak izredno neobčutljiv na zunanje vplive, saj ni odvisen od zunanjih signalov, kot so referenčna točka ali radijski signali. Vendar pa zaradi lezenja senzorjev nastane majhno odstopanje v merjenju pospeškov in kotnih zasukov, ki pa zaradi integracije teh signalov postane veliko. Posebej kritičen je izračun poti oz. odklona v določeni smeri zaradi potrebe po dvojni integraciji pospeška. 
Da se ta napaka odpravi, se sisteme inercialne navigacije za praktično uporabo kombinira z drugimi, npr. z GPS-navigacijo ali z zaznavanjem položaja zvezd.

## Praktične izvedenke

### Žiroskopsko stabiliziran sistem
Žiroskopsko stabiliziran sistem ima žiroskope in merilnike pospeška nameščene na posebni platformi, ki je vpeta v kardanski sklop s tremi obroči, podobno, kot vrtavka pri žiroskopu. S tem je omogočeno gibanje v vseh smereh.
Merilniki pospeška so pri tej zasnovi vedno obrnjeni v nastavljeno smer oz.  položaj, ki se ne spreminja kljub manevriranju vozila.
V osnovi se to lahko izvede s tremi žiroskopskimi vrtavkami (vsaka za svojo os koordinatnega sistema, katerih os ohranja lego v prostoru. 
V praksi pa se raje izvede naslednja rešitev, ki uporablja žiroskope zato, da preko dajalnikov kota zasuka dajejo podatek o položaju osi. Ta signal nato preko servomotorjev zavrti obroče kardanskega sklopa tako, da vsi merilniki pospeška stalno kažejo v isto smer.
Prednost tega sistema je, da za obdelavo podatkov ni potreben zapleten računalnik, saj za obdelavo signalov zadostujejo že analogni elektronski sklopi ali počasnejši digitalni računalniki. Ravno zato je bila taka konstrukcija uporabljena že v šestdesetih in sedemdesetih letih dvajsetega stoletja, ko še ni bilo na razpolago miniaturnih zmogljivih računalnikov oz. mikroprocesorjev.
Pomankljivosti takih sistemov pa so potreba po izredno precizno izdelanih sestavnih delih, veliko število gibljivih delov, ki se s časom obrabijo ali pokvarijo ter možnost blokade kardanskega sklopa (angl. Gimbal Lock) pri ostrih akrobatskih manevrih (na ta način ni več možno zagotavljati prvotne lege platforme z merilniki pospeškov, zaradi česar podatki iz njih niso več pravilni). Ravno tako se zaradi motorjev za pogon žiroskopov pojavljata večja poraba električne energije in problem odvajanja toplote.
Posebna izvedba tega sistema je namestitev platforme s senzorji v posebni krogli, ki plava v tekočini; svojo lego pa vzdržuje s pomočjo majhnih šob. Prednost te izvedbe je, da ne potrebuje kardanskega sklopa, zaradi česar se lahko prosto giblje v vseh smereh.   Ker je trenje izredno majhno, ne prihaja do obrabe delov, natančnost pa je izredno visoka. Taki sistemi se zaradi visoke cene uporabljajo le v specialnih aplikacijah, kot so navigacijske naprave za podmornice in balistične izstrelke.

### Sistem z nepomičnimi senzorji
Sistem z nepomičnimi senzorji (angl. strapdown) ne potrebuje kardanskega sklopa, temveč so žiroskopi in merilniki pospeškov togo pritrjeni na ohišje. Na ta način je sistem enostavnejši in bolj robusten, saj se izredno zmanjša število gibljivih delov in delov, ki se obrabljajo. Tu signali iz žiroskopov ne služijo več izravnavanju platforme, temveč direktno podajajo položaj v vseh treh oseh, iz česar se preko smernih kosinusov (ali podobne metode) odčitki iz merilnikov pospeškov preračunavajo pospeški v določeni smeri. V teh sistemih se največ uporabljajo zelo natančni laserski žiroskopi, ki praktično ne vsebujejo gibljivih delov.
Problem pri tej izvedbi sistema pa je zahteva po veliko višji frekvenci vzorčenja, saj je treba z veliko natančnostjo spremljati tudi hitre in velike spremembe, do kakršnih v žiroskopsko stabiliziranem sistemu zaradi že opisanega sistema stabilizacije ne prihaja. Potrebna frekvenca vzorčenja danes znaša cca. 2 kHz (za primerjavo: žiroskopsko stabiliziran sistem potrebuje frekvenco vzorčenja le nekaj deset Hz). Zato se je ta vrsta sistemov začela razvijati šele z razvojem mikroprocesorjev in se danes že množično uporablja tam, kjer ni zahtevana izredna natančnost.